# Out Here on My Own/Is It Okay If I Call You Mine?
Out Here on My Own/Is It Okay If I Call You Mine? è uno split single di Irene Cara (sul lato A) e Paul McCrane (sul lato B), pubblicato dalla RSO nel 1982.

## Il disco
Il disco racchiude due brani, estratti dalla colonna sonora di Saranno Famosi (1980).
Out Here on My Own, presente sul lato A del disco, è il brano interpretato da Irene Cara; il testo è della cantautrice Lesley Gore, mentre la musica è di suo fratello Michael.
Is It Okay If I Call You Mine?, presente sul lato B del disco e, originariamente, sul lato A del singolo d'esordio Is It O.K. If I Call You Mine?/Dogs in the Yard (1980), è il brano scritto e cantato da  Paul McCrane.

## Classifiche
Il 45 giri, pubblicato dall'etichetta discografica RSO Records e prodotto da Michael Gore, raggiunge il 19º posto nelle classifiche statunitensi.
| Classifica  |                        | Posizione massima | Settimane in classifica |
| ----------- | ---------------------- | ----------------- | ----------------------- |
| Stati Uniti | Stati Uniti (bandiera) | 19                | —                       |

## Tracce
1. Out Here on My Own (Irene Cara) – 3:09 (testo: Lesley Gore – musica: Michael Gore)
2. Is It Okay If I Call You Mine? (Paul McCrane) – 2:42 (Paul McCrane)

## Staff artistico
- Irene Cara - voce e piano
- Paul McCrane - voce e chitarra